# Amado (nombre)
Amado es un nombre propio masculino de origen latino en su variante en español. Su significado es "el que es amado". También se suele ver como apellido.

## Santoral
31 de agosto: San Amado, obispo de Nusco (Italia).

## Variantes
- Femenino: Amada.

### Variantes en otros idiomas
| Variantes en otras lenguas | Variantes en otras lenguas |
| -------------------------- | -------------------------- |
| Español                    | Amado                      |
| Alemán                     | Amatus                     |
| Asturiano                  | Amáu                       |
| Catalán                    | Amat                       |
| Checo                      | Amát                       |
| Danés                      | Amatus                     |
| Euskera                    | Amata                      |
| Francés                    | Aimé                       |
| Gallego                    | Amado                      |
| Holandés                   | Amatus                     |
| Inglés                     | Amatus                     |
| Italiano                   | Amato                      |
| Latín                      | Amatus                     |
| Noruego                    | Amatus                     |
| Portugués                  | Amado                      |
| Sardo                      | Amàdu                      |
| Sueco                      | Amatus                     |